# Příchovice (zámek)
Zámek v Příchovicích se nachází v jižní části obce v okrese Plzeň-jih. Zámek je zapsán v Ústředním seznamu kulturních památek České republiky.

## Historie
V roce 1716 Příchovice s dalšími obcemi zakoupil Jindřich Antonín Henigar ze Seeberka, který si zvolil Příchovice za své sídlo. Starou tvrz ze 14. století nechal v letech 1718 až 1719 přestavět na barokní zámek podle návrhu plzeňského stavitele Jakuba Augustona mladšího v duchu maison de plaisance. V roce 1784 zámek zakoupil Hugo hrabě ze Schönbornu. Od roku 1912 byl zámek v rukou nájemců. Po obsazení českého pohraničí zde byly ubytovány rodiny z okupovaného území. V době druhé světové války zde byla zřízena nemocnice (tuberkulózní oddělení). Po válce v roce 1949 zámek vykoupila Armáda ČR, která jej vlastnila do roku 1993. V tomto období byl zrušen status kulturní památky na obytnou budovu zahradníka a vrátného. Na získaných pozemcích byly armádou postaveny novodobé objekty pro potřebu armády. V období let 1972 až 1984 prošel zámek generální opravou. Po roce 1993 byl zámek restituován. Na zámku jsou mimo jiné pořádány letní koncerty, výstavy, v květnu pak Pivoňkové slavnosti. V parku je jedna z největších sbírek dřevitých pivoněk v Česku.

## Popis

### Exteriér
Zámek je volně stojící barokní zděná omítaná patrová budova s dvoupatrovým středním rizalitem, postavená na obdélníkovém půdorysu. Hlavní průčelí je jedenáctiosé, zahradní průčelí je třináctiosé včetně polygonálního pětiosého rizalitu. Stavba je zastřešena mansardovou střechou krytou bobrovkami. V hlavním průčelí je v rizalitu vstupní portál s hlavním klenákem, nad nímž se nachází balkon podpíraný dvojicí atlantů, kteří nesou iónské hlavice. Na balkon vede francouzské okno. Nad balkonem je erb rodu hrabat Schönbornů. Fasády jsou členěny patrovými římsami, v přízemí a v patře doplněny lizénovými rámy s obdélníkovými okny. Okna v přízemí mají podokenní římsy a ostění s ušima, v patře pravoúhlé šambrány s uchy a suprafenestrami. Druhé patro rizalitu má téměř čtvercová okna v šambránách s uchy. Zahradní vstup je lemován pilastry, nad vstupem na segmentovém půdorysu je balkon s balustrádou mezi postranními pilířky.
Zámek je zčásti ohrazen omítanou zdí krytou cihlami s příjezdovou bránou na straně od návsi. Brána s železnými vraty je vymezena dvěma bosovanými pilíři s kamennou helmicí.

### Interiér
Za hlavním vstupem se nachází hala s valenou klenbou s lunetami a za ní je sala terrena. V přízemí ostatní stropy jsou sklenuté valeně. Schodiště vedoucí do patra má klenbu valenou a křížovou. V patře nad salou terrenou je oválný sál, stropy v patře jsou plochostropé s fabiony.